# Atsuki Satsukawa
Atsuki Satsukawa (薩川 淳貴 Satsukawa Atsuki?), född 12 augusti 1997 i Shizuoka prefektur, är en japansk fotbollsspelare.
Satsukawa började sin karriär 2020 i Kamatamare Sanuki.